# Texas Hill Country AVA

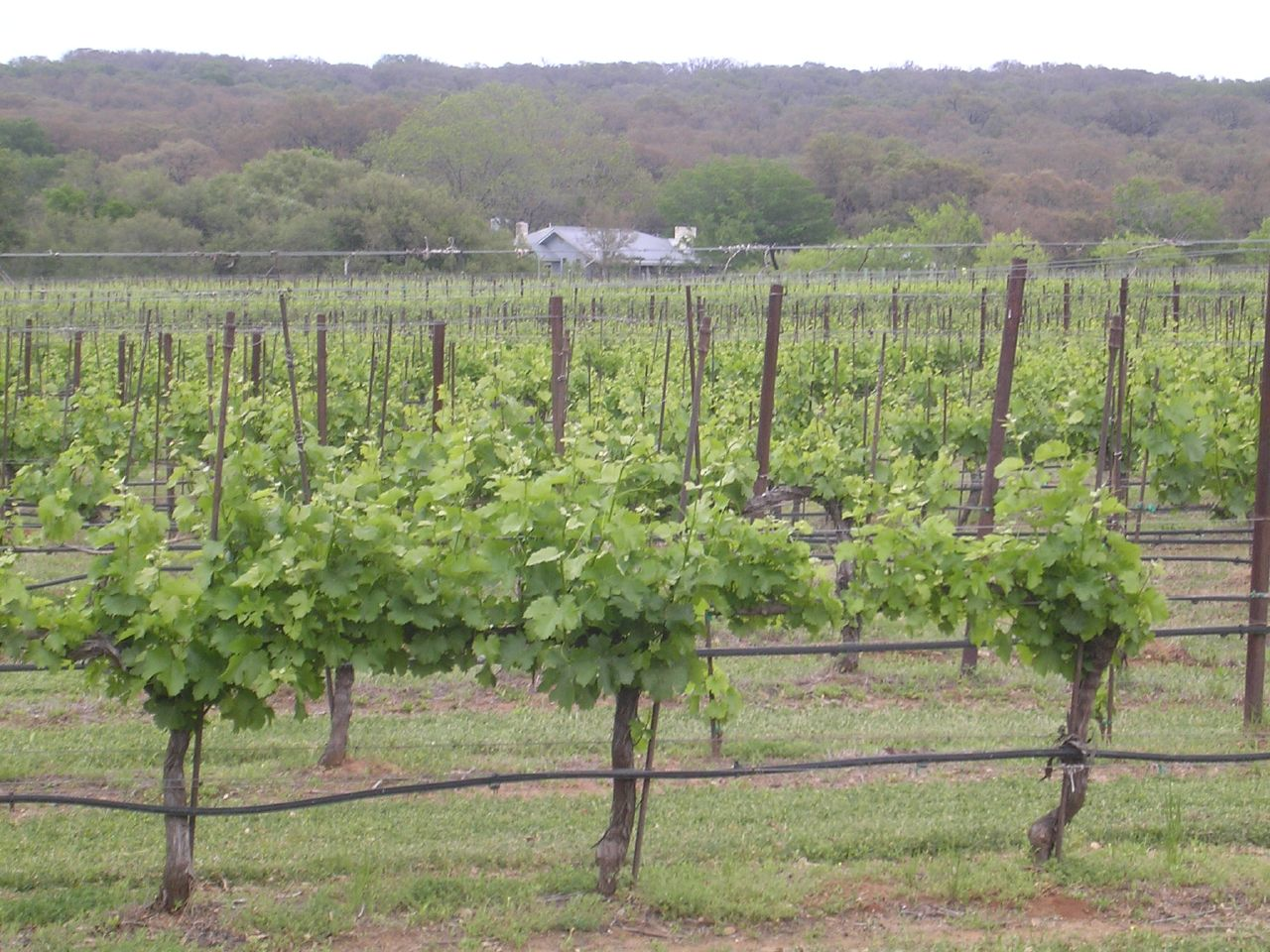

Texas Hill Country AVA (anerkannt seit dem 29. November 1991) ist ein Weinbaugebiet im US-Bundesstaat Texas. Das Gebiet befindet sich im Texas Hill Country nördlich der Stadt San Antonio und westlich von Austin.
Dieses Weinbaugebiet ist die zweitgrößte American Viticultural Area und erstreckt sich theoretisch über 36.400 km². Die tatsächlich bestockte Rebfläche liegt jedoch bei geringen 300 Hektar. Innerhalb des Texas Hill Country ist der Einfluss deutscher Einwanderer allgegenwärtig. Aufgrund des warmen Klimas konnten die Einwanderer im Weinbau jedoch keine Akzente setzen, da die deutschen Rebsorten für die klimatischen Bedingungen vor Ort nicht geeignet sind. In Texas sind vorwiegend Rebsorten aus Südfrankreich, Spanien und Italien im Einsatz.